# Микитюк Іван Васильович
Іва́н Васи́льович Микитю́к (нар. 5 липня 1948, Задубрівці) — український скульптор.

## Біографія
У 1973—1979 роках навчався у Львівському інституті прикладного і декоративного мистецтва на кафедрі художньої кераміки. Серед викладачів Зеновій Флінта, Іван Якунін, Дмитро Крвавич, Данило Довбошинський. Від 1988 року член Спілки художників. 2001 року отримав звання Заслуженого діяча мистецтв. 1992 року доцент, а від 2002 — професор на кафедрі скульптури Львівської національної академії мистецтв. Працює переважно у галузі станкової пластики. 1985 року у Львові відбулась перша персональна виставка. Член заснованого у Львові 1989 року Клубу українських митців.
Роботи
- «Зустріч» (1979, шамот, дерево, 38×17×17).[4]
- «Чекають матері синів» (1982, тонований гіпс, 60×35×46)[6]
- Листи з фронту (1985, дерево, 56×38×33).[7]
- «Чоловічий портрет» (1987, тонований гіпс).[4]
- «Портрет юнака» (1988, тонований гіпс, 50×23×25).[8]
- «Чоловічий портрет» (1988, кераміка, чорне димлення, 26×27,5×20).[8]
- «Козацький мотив» (1989, бронза).[4]
- «Природний мотив» (1989, дерево).[4]
- «Ю. Федькович» (1989, шамот, 67×55×40).[4]
- Меморіальна таблиця Степанові Гжицькому на фасаді корпусу Університету ветеринарної медицини, вулиця Пекарська, 50 у Львові (1991, бронза, архітектор Володимир Турецький).[9]
- «Мойсей» (1994, камінь дерево).[4]
- «Природний мотив III» (1995, шамот).[4]
- «Трюк» (1997, дерево).[4]
- «Пригноблений» (1998, дерево).[4]
- «Жіночий торс» (1998, бронза).[4]
- «Природний мотив II» (1999, дерево).[4]
- Пам'ятник на могилі Софії Караффи-Корбут у Куткорі (2000).[10]
- «Гордий» (2000, бронза, камінь).[4]
- «Бунт» (2001, бронза).[4]
- «Жіночий торс» (2001, бронза).[4]
- «Чоловічий торс» (2001, бронза).[4]
- «Жіночий торс» (2002, гіпс, камінь).[4]
- «Відголосся Карпат» (2003, гіпс, дерево).[4]
- «Карпатська легенда» (2003, гіпс).[4]
- Пам'ятник Тарасові Шевченку в Будапешті (2007).[11]
- «Жіночий портрет» (2008, бронза, 38×27×14).[12]
- «Мойсей» (2009, бронза).[13]
- Меморіальна таблиця митрополитові Андрею Шептицькому у Києві (2015).[14]